# Hartford (Vermont)
Hartford – miasto w Stanach Zjednoczonych, w stanie Vermont, w hrabstwie Windsor.